# Hatalov
Hatalov est un village de Slovaquie situé dans la région de Košice.

## Histoire
Première mention écrite du village en 1278.

## Démographie

### Évolution de la population
| Année:               | 1994. | 2004.   | 2014.   | 2024.   |
| -------------------- | ----- | ------- | ------- | ------- |
| Nombre de personnes: | 820   | 756     | 747     | 730     |
| Différence:          |       | -7,80 % | -1,19 % | -2,27 % |

| Année:               | 2023. | 2024.   |
| -------------------- | ----- | ------- |
| Nombre de personnes: | 728   | 730     |
| Différence:          |       | +0,27 % |

## Politique
| Nom            | Parti politique | Date de l'élection | Fin du mandat |
| -------------- | --------------- | ------------------ | ------------- |
| Jozef Maščeník | SMER            | 02.12.2006         | Déc. 2010     |